# Tellervo chaoaspina
Tellervo chaoaspina är en fjärilsart som beskrevs av Otto Staudinger. Tellervo chaoaspina ingår i släktet Tellervo och familjen praktfjärilar. Inga underarter finns listade i Catalogue of Life.